# Nõlva
Nõlva es una localidad del municipio de Kehtna, en el condado de Rapla, Estonia. Tiene una población estimada, en 2020, de 9 habitantes.
Está ubicada en el centro-este del condado, cerca de la frontera con los condados de Järva y Pärnu.